# 薩拉鬍鯰
薩拉鬍鯰，為輻鰭魚綱鯰形目塘虱魚科的其中一種，分布於非洲幾內亞至象牙海岸的淡水流域，本魚頭部相當矩形;吻寬廣地圓;眼位於更背面，後頭骨囪門寬廣橢圓形。齒板相當小;上頜骨前的長度超過犛骨，胸棘在兩邊上呈鋸齒狀，鰓耙長的而且遠遠地豎立，呈現在側面上的白色的垂直列的第二感覺管的開口，背鰭軟條79-93枚;臀鰭軟條67-79枚，體長可達50.8公分，棲息在森林覆蓋的溪流。

## 扩展阅读
維基物種上的相關：薩拉鬍鯰